# Igreja de São Sebastião (Calheta de Nesquim)

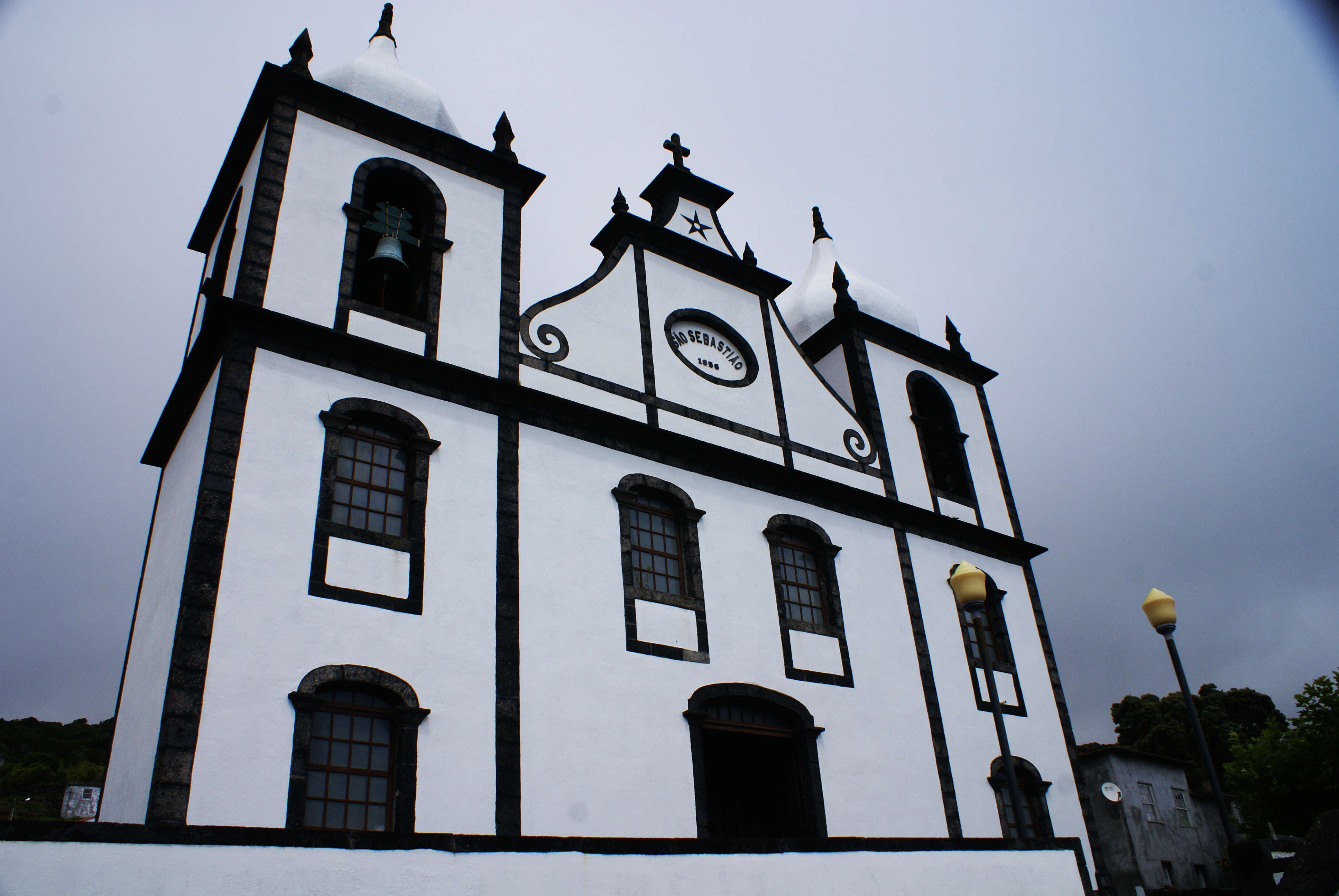
Igreja de São Sebastião, fachada.

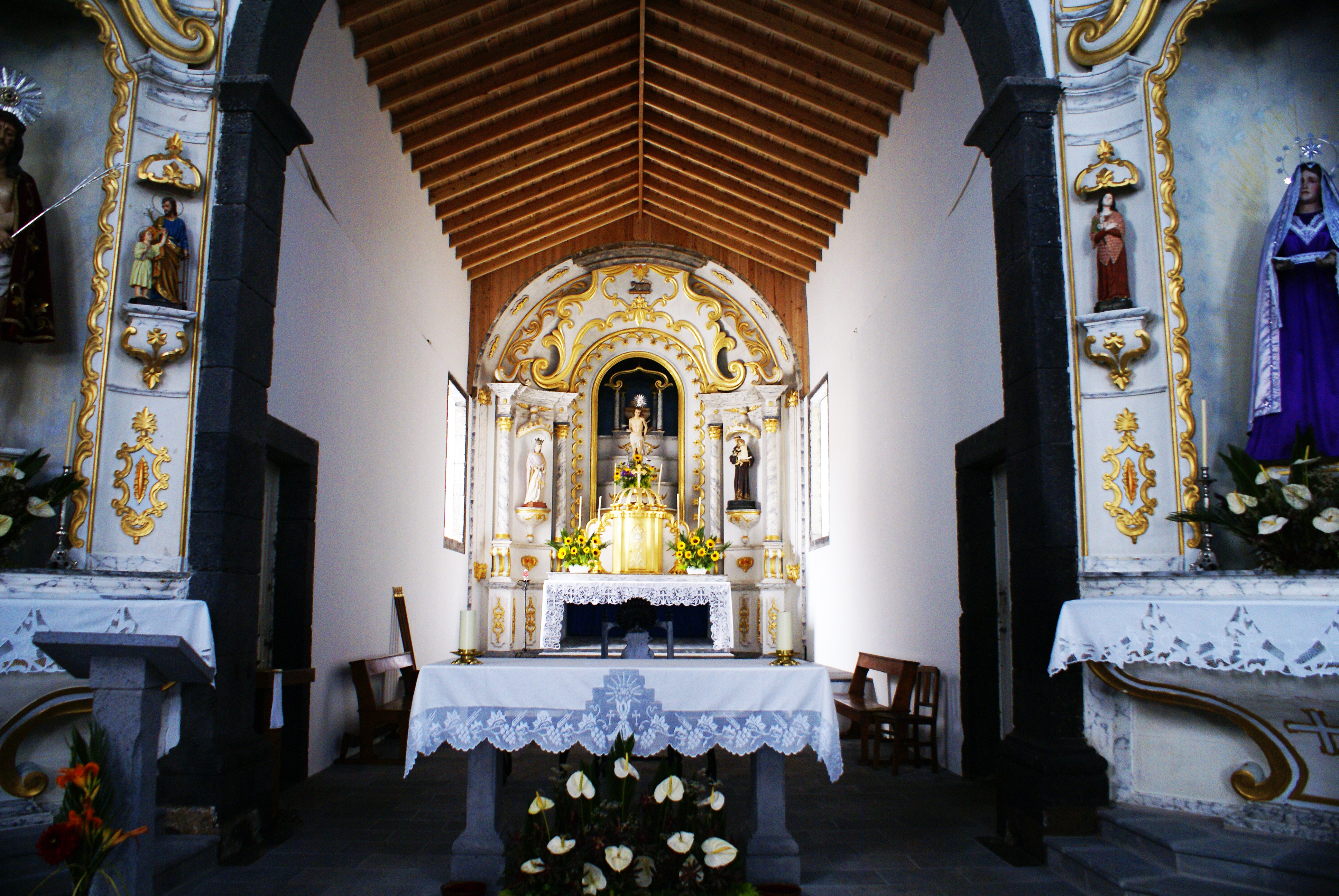
Igreja de São Sebastião, altar-mor.

A Igreja de São Sebastião é uma igreja católica portuguesa localizada em Calheta de Nesquim, na ilha açoriana do Pico.
Data de cerca de 1680 a criação da paróquia da Calheta de Nesquim, que fica situada na ponta do oeste da Ilha do Pico.
O primeiro templo construído neste lugar deve ter sido anterior aquela data. No entanto, ele veio até ao meado do século passado, porque, achando-se então muito deteriorado, logo se cuidou da edificação do actual templo, junto do antigo, no ano de 1852. Deveu-se tal iniciativa ao vigário de então, padre António Silveira de Ávila Furtado, cujo esforço e abnegação foram notáveis, pois apenas contou com as esmolas do povo e com a colaboração de algumas repartições públicas.
A 7 de Setembro daquele ano, já a nova igreja se encontrava benzida. Todavia, só em 1860 é que se ultimaram as torres.
Depois de concluída, ficou um vasto templo com 36,42 metros de comprimento por 8,5 de largura. De uma só nave, e muito clara, esta igreja fica sobranceira à rocha do porto.
A escultura de São Sebastião que se venera no altar-mor foi adquirida pelo vigário Padre Adolfo Machado Ferreira. A sua festa, em Janeiro, atrai muitos forasteiros, mas a maior festividade do lugar realiza-se a 6 de Agosto, em honra do Senhor Bom Jesus, uma imagem de tamanho natural existente num altar. Diz-se que foi criada para rivalizar a festa de Bom Jesus, de São Mateus.

## Galeria

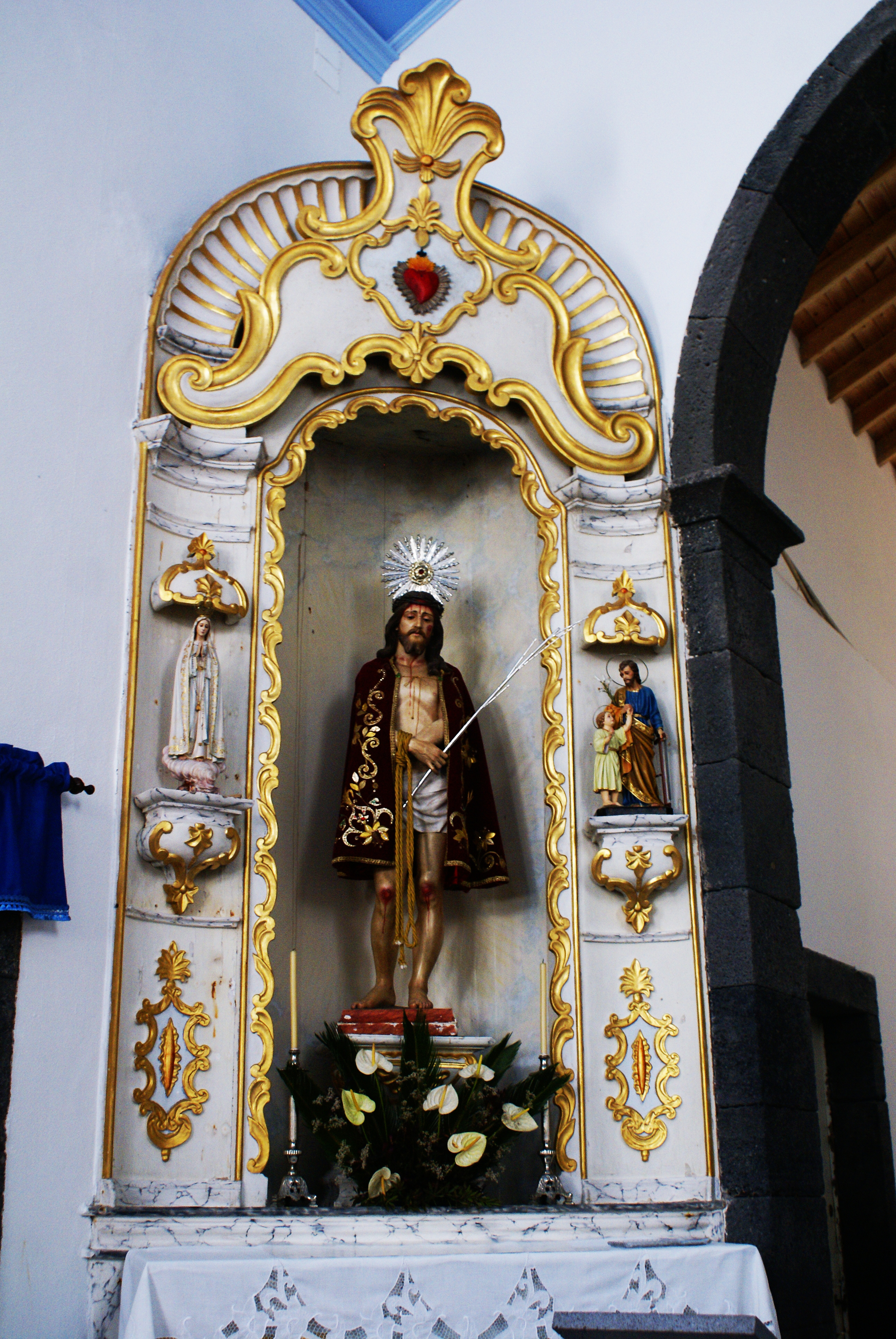
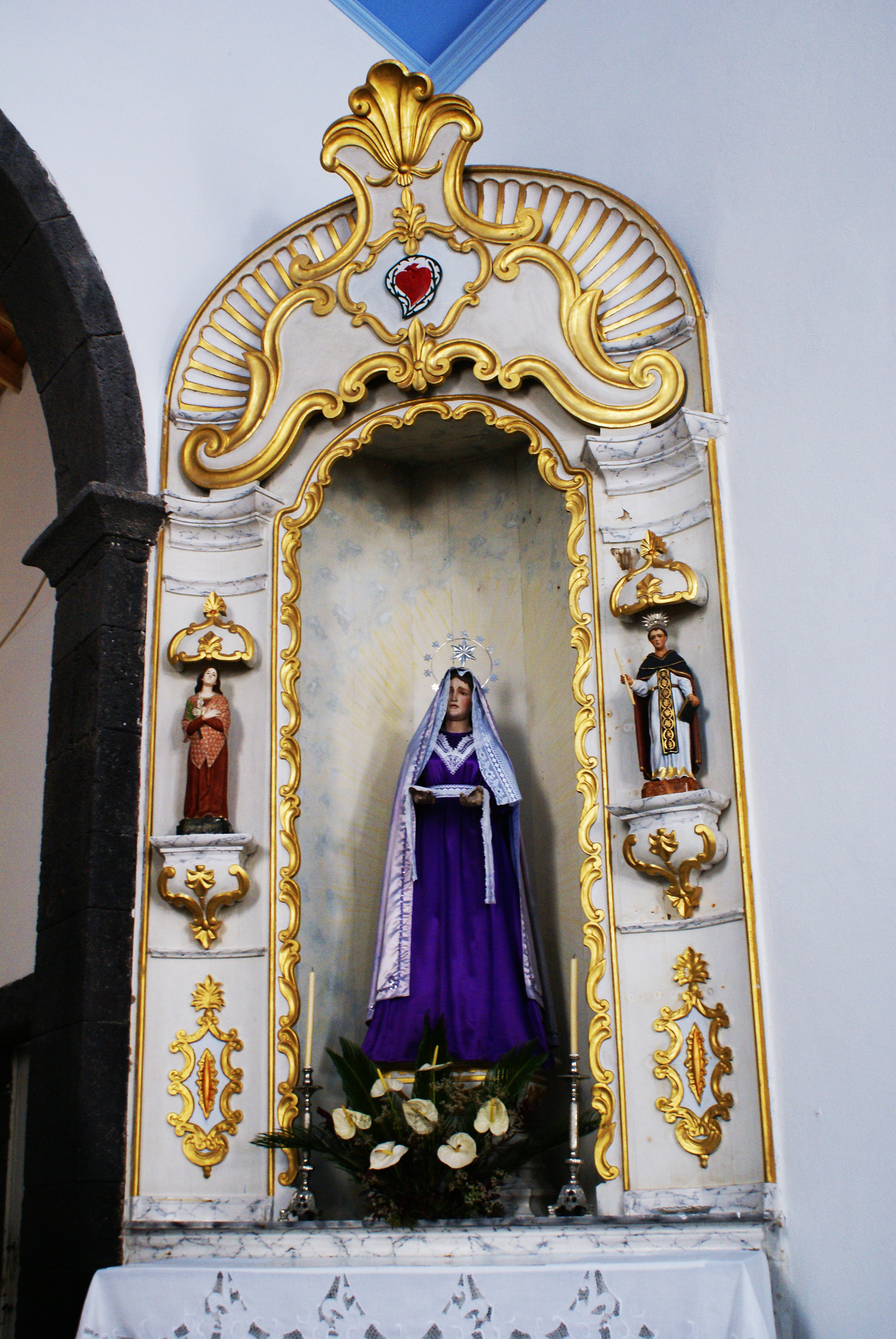